# میناموتو نو یوری‌یوشی

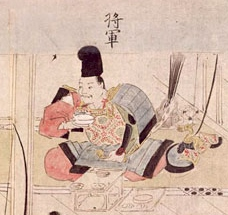

میناموتو نو یوری‌یوشی (به ژاپنی: 源頼義)، (زاده:۹۹۸، درگذشت:۱۰۸۲) پسر میناموتو نو یورینوبو (سر خاندانِ خاندان کاواچی گنجی) و یکی از سران خاندان میناموتو در ژاپن به‌شمار می‌آمد، که در همراهی با پسرش، میناموتو نو یوشی‌ایه، شاید قابل توجه‌ترین افراد برای بر عهده گرفتن رهبری نیروهای امپراتوری ژاپن، که در برابر نیروهای یاغی در شمال می‌جنگیدند، بود. این سلسله جنگ‌های تاریخی به نام جنگ زنکونن شناخته می‌شد، که پس از چند سال به جنگ گوسانن انجامید و ادامه یافت.
عنوان یا منصب چینجوفو- شوگون، که منصب فرماندهی ارشد نیروهای دفاعی شمال بود، از پدرش، به وی منتقل گردید. یوری یوشی، پدرش، میناموتو نو یورینوبو را، در ماموریت‌های تاریخی خود برای دفاع از امپراتوری، و سرکوب شورش‌ها و نابسامانی‌ها، همراهی نمود. به همین دلیل هم وی توانست دانش و اطلاعات فراوانی در زمینه تاکتیک‌ها و استراتژی‌های جنگی بیاموزد. [اطلاعاتی که در طی جنگ زنکونن به کار او آمد.] جنگ زنکونن که وی در آن شرکت داشت، جنگی بود که در سال ۱۰۵۱ آغاز شد و صرفنظر از برخی توقف‌های کوتاه مدت، برای ۱۲ سال به طول انجامید. در سال ۱۰۶۳، یوری یوشی اقدام به تأسیس تسوروگائوکا هاچیمن-گو در کاماکورا کرد. جایی که تقریباً یک قرن بعد، و هنگامی‌که شوگون‌سالاری کاماکورا آغاز گردید، تبدیل به یک حرم یا مکان مقدس اولیه برای خاندان میناموتو گردید.